# 코토부키 미나코
코토부키 미나코(寿 美菜子, 1991년 9월 17일 - )는 일본의 성우이자 가수, 배우이다. 뮤직레인 소속, 효고현 출신.

## 개요
- 2005년부터 지역의 영화와 광고 등에 출연했으나 뮤직레인의 오디션 합격을 계기로 성우로서 활동을 시작한다.
- 2009년에 소속사 뮤직레인의 동료인 토마츠 하루카, 타카가키 아야히, 토요사키 아키와 함께 그룹 sphere를 결성하여 활동하고 있다.
- 유닛 스피어의 멤버 중 최연소이지만 「제일 착실한 사람이다」「어른스럽다」라고 하는 것이 많다.
- 스파게티 등의 면종류를 좋아하여 스스로 성우계 제일의 면 애호자를 자칭한다. 그 영향으로 인터넷 라디오 Pl@net sphere에서 직접 만든 코너가 여러 가지 재료를 면에 얹어서 먹어보는 '뷰티풀 휴면(麵) 라이프'이다.
- 2010년 제 4회 성우어워드에서 TVA "케이온!"의 '방과 후 티타임'의 일원으로 가창상을 수상하였다.
- 2010년 9월 15일 데뷔 싱글 'Shiny+'를 발매했다.
- 2011년 9월 14일 2nd Single 'Dear my...'를 발매했다.
- 2012년 4월 20일 3rd single ' ココロスカイ’를 발매했다.

## 출연작품

### TV 애니메이션
2006년
- 레드가든 (학생 C,그레이스 A)

2007년
- 학원 유토피아 마나비 스트레이트 (학생)
- 꼬마여신 카린 (카즈네즈 B, 여자아이, 5세 키리타)
- 미나미가 (여학생 B)
- 유메다마야 기담 (치에)

2008
- 광란가족일기 (야마구치 히지리)
- 타이 타니아 (사람들)
- 철완 버디 DECODE (키타무라 카나에)

2009년
- 바다 이야기 〜당신이 있어 주었기에〜 (미야모리 카논)
- 구인사가 (알루미나)
- 케이온! (코토부키 츠무기)
- 지옥소녀 3정 (시무라 카나메)
- 학생회의 일존 (여학생)
- 하늘의 유실물 (호오인 츠키노)
- 하늘 가는대로 (에미리, 마토바 요코, 문예부원, 야하타, 아키야마 사야카)
- 하늘을 올려보는 소녀의 눈동자에 비치는 세계 (위원장F, 위원)
- 철완 버디 DECODE 2 (키타무라 카나에, 밀룬)
- 어떤 과학의 초전자포 (콘고 미츠코)
- 첫사랑 한정 (도바시 리카)
- 마리아님이 보고 계셔 4th 시즌 (교사)
- 알기 쉬운 현대마법 (사카자키 카호)

2010년
- 전설의 용자의 전설 (나이아 놀즈)
- 츄-브라!! (진구지 야코)
- 케이온!! 2기 (코토부키 츠무기)
- 길 잃은 고양이 오버런! (타쿠미 아역)
- 백화요란 사무라이 걸즈 (도쿠가와 센, 센히메)
- 언젠가는 대마왕 (아르놀)

2011년
- TIGER & BUNNY (블루 로즈(카리나 라일))
- A채널 (유코)
- 소프테니 (시도 미사키)
- Dog Days (벨)
- 로큐브! (타케나카 나츠히)

2012년
- 아이카츠! - 칸자키 미즈키
- 여름색 기적 (아이자와 나츠미)

2013년
- 두근두근! 프리큐어 (히시카와 릿카)
- 어떤 과학의 초전자포 S (콘고 미츠코)

### 극장판 애니메이션
2016년
- 극장판 울려라! 유포니엄 (아스카)

2018년
- 우리의 계절은

2019년
- 헬로 월드
- 건담 G의 레콘기스타 1: 가라! 코어 파이터 (노레도 너그)

2020년
- 울고 싶은 나는 고양이 가면을 쓴다 (후카세 요리코)
- 극장판 G의 레콘기스타 II 벨리 격진 (노레도 너그)

### 특촬
- 동물전대 주오저 - 나리아

### 영화
- 2019년 빛의 아버지: 파이널 판타지 XIV - 아루짱

### OVA
2009년
- 딸기 마시마로 encore (어린이)
- 첫사랑한정 영상특전 한정소녀 (도바시 리카)
- 검과 마법과 학원 2 (티라미스)

2011년
- 코이 센토 (토토)

### 게임
- 스즈노네세븐! ∼Rebirth knot∼ (쇼우노 마요)
- 파이널 판타지 XIII (세라 파론)
- 매리지 로얄 프리즘 스토리 (아사쿠라 미야코)
- 페르소나 4 댄싱 올 나이트 (마시타 카나미)

### 온라인 게임
2009년
- 트릭스터-0-러브 (코코,켓케)

### 드라마 CD
- 올림포스 (리리스)
- 하느님의 메모장 시리즈 (앨리스)
  - 하느님의 메모장 멋쟁이 사기꾼의 말로
  - 하느님의 메모장 가희의 위험한 앵글
- 광란가족일기 (야마구치 히지리)
- 타마히메 (로쿠도지 아마네)
- 첫사랑 한정 (도바시 리카)

### 기타
- SunSet Swish 8th 싱글 「PASSION」 자켓사진
- 케이온! 데스크톱 액세서리 (코토부키 미나코)
- CM - 오케이한 - 우지가와 챠코 (케이한전기철도)

## 음악 CD

### 싱글
- Shiny+ (2010년 9월 15일 발매)
  - Shiny+
  - 라일락(ライラック)
  - 시작의 장소(始まりの場所)
- Startline (2010년 11월 24일 발매)
  - Startline
  - metamorphose
- Dear my... (2011년 9월 14일 발매)
- ココロスカイ (2012년 4월20일 발매)

### 캐릭터 송
※ 이하는 유닛(Sphere 제외 코토부키 츠무기를 포함 2인이상 부른 곡)을 포함한 내용
- 케이온! 시리즈 (코토부키 츠무기)
  - Cagayake!GIRLS - 사쿠라고교 경음악부 (케이온! 오프닝 테마, 2009년 4월 22일 발매)
  - Don't say "lazy" - 사쿠라고교 경음악부 (케이온! 엔딩 테마, 2009년 4월 22일 발매)
  - 푹신푹신 시간 - 사쿠라고교 경음악부 (케이온! 삽입곡, 2009년 5월 20일 발매)
  - 케이온! 캐릭터 싱글 (코토부키 츠무기) (2009년 6월 17일 발매)
  - 방과 후 티타임 - 방과 후 티타임 (케이온! 삽입곡, 2009년 7월 22일 발매)
  - 〈케이온!〉 오피셜 밴드 하자!! - 방과 후 티타임 (케이온! 삽입곡, 2009년 9월 2일 발매)
  - 〈케이온!〉 오피셜 밴드 하자!!#〈케이온!〉 오피셜 밴드 하자!! PART2 - 방과 후 티타임 (케이온! 삽입곡, 2010년 3월 3일 발매)
  - GO! GO! MANIAC - 방과 후 티타임 (케이온!! 오프닝 테마, 2010년 4월 28일 발매)
  - Listen!! - 방과 후 티타임 (케이온!! 엔딩 테마, 2010년 4월 28일 발매)
  - 〈케이온!〉 오피셜 밴드 하자!!#〈케이온!!〉 오피셜 '밴드 하자!! ~Let's Music!!~' - 방과후 티타임 (케이온!! 삽입곡, 2010년 5월 26일 발매)
  - 퓨어퓨어 하트 - 방과 후 티타임 (케이온!! 삽입곡, 2010년 6월 2일 발매)
  - Utauyo!!MIRACLE - 방과 후 티타임 (케이온!! 2번째 오프닝 테마, 2010년 8월 4일 발매)
  - NO,Thank You! - 방과 후 티타임 (케이온!! 2번째 엔딩 테마, 2010년 8월 4일 발매)
- 첫사랑 한정。- 캐릭터 파일 Vol.1 에노모토 케이＆도바시 리카 [伊藤靜/壽美菜子] (이토 시즈카,고토부키 미나코) (2009년 5월 27일 발매)
  - 혼잣말 - 에노모토 케이 - (ヒトリゴト-慧-)
  - 사랑의 리본 - 에노모토 케이 - (戀のribbon)
  - 혼잣말 - 도바시 리카 - (ヒトリゴト-りか-)
  - 빛의 그림자 - 도바시 리카 - (光の影)
- 바다 이야기 라디오 ~사랑해요!~ 오프닝 곡 Treasure! ~너와 만났다는 것~(~君と出逢えたコト~)(아스미 카나, 고토부키 미나코)( 2009년 8월 5일 발매)
  - Treasure! ~너와 만났다는 것~ (~君と出逢えたコト~)
  - Treasure! ~너와 만났다는 것~ (~君と出逢えたコト~) "eclipse ring mix"
  - Treasure! ~너와 만났다는 것~ (~君と出逢えたコト~) 마린과 듀엣♪(노래방 버전) (マリンとデュエット♪(カラオケバージョン))
  - Treasure! ~너와 만났다는 것~ (~君と出逢えたコト~) 카논과 듀엣♪(노래방 버전) (夏音とデュエット♪(カラオケバージョン))
- 알기 쉬운 현대마법 SPECIAL CODE ALBUM 「Automatic analyzer」 (사카자키 카호)
- 츄-브라!! 시리즈 (진구지 야코) (2009년 9월 30일)
  - Choose Bright!! (츄-브라!! 오프닝 테마, 2010년 2월 10일 발매)
  - Shy Girls (츄-브라!! 엔딩 테마, 2010년 2월 10일 발매)
  - 츄-브라!! 캐릭터 싱글 (진구지 야코) (2010년 3월 17일 발매)
    - Girl Mode Japan
    - Shy Girls (츄-브라!! 오프닝테마) -진구지 야코 ver.-

### Sphere (성우 유닛)

#### 싱글
- Future Stream（2009년 4월 22일 발매)
  - Future Stream (TVA "첫사랑 한정" 오프닝테마）
  - Treasures!! (온라인게임 "트릭스터 러브" 이미지송)
- dear-dear DREAM（마이선샤인（타카가키 아야히） meets Sphere）（2009년 6월 3일 발매) * 멤버전원이 코러스로서 참가]
  - dear-dear DREAM ("배틀스피리츠 소년돌파 바신" 2번째 엔딩테마)
  - 모험기록 (冒険記録) * Little Non이 부른 1기 엔딩곡을 커버한 버전
- Super Noisy Nova（2009년 7월 29일 발매)
  - Super Noisy Nova (TVA "하늘 가는 대로" 오프닝테마]）
  - Dangerous girls (PSP용 게임 "검과 마법과 학원물.2" 이미지송)
- 바람을 모아 (風をあつめて)/Brave my heart (2009년 11월 25일 발매)
  - 바람을 모아 (風をあつめて) (온라인게임 "라그나로크온라인"7th애니버서리송)
  - Brave my heart (온라인게임 "라그나로크온라인"7th애니버서리송)
- REALOVE:REALIFE (2010년 4월 21일 발매)
  - REALOVE:REALIFE (TVA "언젠가는 대마왕" 오프닝테마)
  - 손바닥에 꿈 (手のひらに夢)
- Now Loading...SKY!! (2010년 7월 28일 발매)
  - Now Loading...SKY!! (TVA "놀러갈게!" 오프닝테마)
  - 제멋대로인 성장기 (かってな成長期) (PSP/PS3용 게임 "검과 마법과 학원물.3" 오프닝테마)

#### 앨범
- A.T.M.O.S.P.H.E.R.E (2009년 12월 23일 발매)
  - Future Stream (TVA "첫사랑 한정" 오프닝테마）
  - 진짜라서 난처해 (本当だから困るんだ) (신곡)
  - PRINCESS CODE (신곡)
  - Treasures!! (온라인게임 "트릭스터 러브" 이미지송)
  - 그대의 하늘이 맑게 개일 때까지 (君の空が晴れるまで) (신곡)
  - 낙서 Dictionary (らくがきDictionary) (신곡)
  - Dangerous girls (PSP용 게임 "검과 마법과 학원물.2" 이미지송)
  - Dream sign (신곡)
  - Super Noisy Nova (TVA "하늘 가는 대로" 오프닝테마]）
  - Joyful×Joyful (신곡)
  - 안녕 SEE YOU (サヨナラSEE YOU) (신곡)
  - A.T.M.O.S.P.H.E.R.E (신곡)
- Spring is here (2011년 3월 16일 발매 예정)

## 영상매체

### TV
TV 드라마
- 신ㆍ교토 미궁 안내 - TV아사히. (2005년)

버라이어티
- 도리☆버라이어티 HYPER ViSUADOLL MOVIE - tvk. 나레이션. (2008년 10월 2일 - 2009년 3월 26일)
- 아니테레 Presents 애니송 플러스+ - TV 도쿄. 나레이션, 게스트. (2009년 7월)
- Run Run LAN! - 테레타마 등. 게스트.
- 아니메TV - tvk 등. 게스트.

다큐멘터리
- 우타타네♪ - TOKYO MX. 특집 아티스트. (2009년 9월 12일)

### 영화
2005년
- 히비 - 카미야마 쿠미코 (소녀시절)

2006년
- Ghost of Yesterday - 후미코
- 행복의 스위치 - 히토미 (소녀시절)
- HINAMI - 미나, 사츠키

2007년
- 크로즈 ZERO

2008년
- blue bird - 미치루

## 라디오
※진한 글자체는 현재 진행 중인 라디오

### 라디오
- SunSet Swish의 오늘 밤도 마이페이스 - FM OSAKA, 나레이션.
- 라지온! - 인터넷 라디오. 토요사키 아키, 히카사 요코, 사토 사토미와 공동진행. (2009년 2월 9일 - 2009년 9월 25일)
- Pl@net sphere - 인터넷 라디오. 토마츠 하루카, 타카가키 아야히, 토요사키 아키와 공동진행. (2009년 3월 4일 - )
- 스피어의 토토모노라디오 - 분카방송 초!A&G+ [A&G 초 RADIO SHOW ~아니스파~] 내부 코너. (2009년 5월 23일 - 2009년 7월 18일)
- 우미모노 라디오 ~사랑해!~ - 인터넷 라디오. 아스미 카나와 공동진행. (2009년 6월 12일 - 2009년 12월 25일)
- 검과 마법과 학원 물건. 2 Presents 스피어와 와시자키와 60분 물건 - 분카방송 초!A&G+. (2009년 6월 27일)
- 츄-브라!! 속옷 동호회 방송실 - 인터넷 라디오. 야하기 사유리와 공동진행. (2010년 2월 2일 - ) ※초반 4회만 담당. 현재는 퍼스널리티로 참여하지 않음.
- 라디오닷아이 축! 코토부키 미나코의 호쨔호쨔! - 분카방송 초!A&G+. 라디오닷아이의 42번째 퍼스널리티. (2010년 4월 9일 - )
- 라지온!! - 인터넷 라디오. 토요사키 아키, 히카사 요코, 사토 사토미, 타케타츠 아야나와 공동진행. (2010년 4월 23일 - 2010년 12월 3일) ※2013년 6월 28일~7월12일 3회 추가 방송

### 라디오 드라마
- 소문집 -플라워 테일- (海野夜顔) - 닛폰방송 [유락쵸 아니메타운] 내부 코너.
- VOMIC 바쿠만 (아즈키 미호)
- 사립 하코이리 여학원 (노자키 사오리) - 닛폰방송 [뮤~코미+] 내부 코너 [아니코보] 목요일 라지메이션. (2010년 1월 14일 - 2010년 3월 25일)